# تصقلب

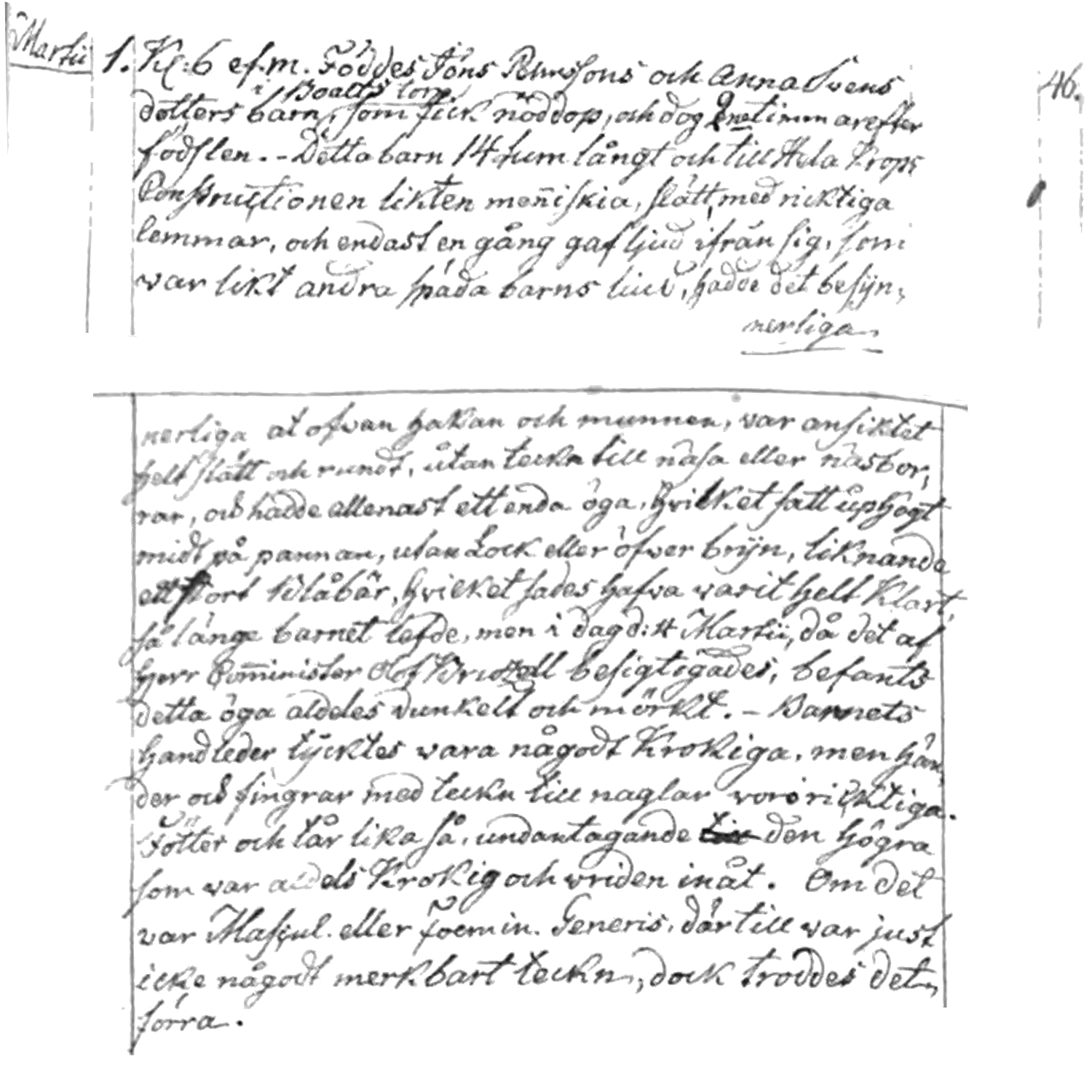
وصف سويدي بعود لعام 1793 لطفل حديث الولادة مصاب بالمصقلب.

التصقلب أو التحام العينين هو نوع نادر جدا من اندماج مقدم الدماغ وعيب خلقي يمتاز بفشل الدماغ الأمامي الجنيني في تقسيم المحجرين إلى تجويفين.
يحدث التصقلب بنسبة حالة واحدة إلى 16000 ولادة في الحيوانات وحالة واحدة من كل 200 جنين مجهض.